# Sportverein Waldhof Mannheim 07 1998-1999
Questa voce raccoglie le informazioni riguardanti lo Sportverein Waldhof Mannheim 07 nelle competizioni ufficiali della stagione 1998-1999.

## Stagione
Nella stagione 1998-1999 il Mannheim, allenato da Uwe Rapolder, concluse il campionato di Regionalliga sud al 1º posto e fu promosso in 2. Bundesliga. In Coppa di Germania il Mannheim fu eliminato al primo turno dal Borussia M'gladbach.

## Rosa
| N. |                     | Ruolo | Calciatore            |
| -- | ------------------- | ----- | --------------------- |
| 1  | Romania (bandiera)  | P     | Marius Todericiu      |
| 2  | Senegal (bandiera)  | D     | Lamine Cissé          |
| 3  | Germania (bandiera) | D     | Rüdiger Rehm          |
| 5  | Brasile (bandiera)  | D     | Vilmar Santos Barbosa |
| 6  | Polonia (bandiera)  | D     | Dariusz Pasieka       |
| 7  | Cina (bandiera)     | A     | Zhou Ning             |
| 17 | Germania (bandiera) | D     | Ronny Ernst           |
| 18 | Germania (bandiera) | C     | Werner Protzel        |
|    | Germania (bandiera) | P     | Michael Rechner       |
|    | Germania (bandiera) | P     | Stephan Straub        |
|    | Germania (bandiera) | D     | Marco Cacic           |
|    | Germania (bandiera) | D     | Thomas Herz           |
|    | Germania (bandiera) | D     | Cüneyt Kobaciak       |
|    | Brasile (bandiera)  | D     | Márcio Borges         |
|    | Germania (bandiera) | D     | Maik Unfricht         |

| N. |                       | Ruolo | Calciatore          |
| -- | --------------------- | ----- | ------------------- |
|    | Croazia (bandiera)    | C     | Zdravko Barišić     |
|    | Germania (bandiera)   | C     | Thomas Franck       |
|    | Bulgaria (bandiera)   | C     | Ivo Georgiev        |
|    | Germania (bandiera)   | C     | Guido Hoffmann      |
|    | Georgia (bandiera)    | C     | Kakhaber Katcharava |
|    | Germania (bandiera)   | C     | Robert Ratkowski    |
|    | Montenegro (bandiera) | C     | Milenko Vukčević    |
|    | Ghana (bandiera)      | C     | Mallam Yahaya       |
|    | Germania (bandiera)   | A     | Attila Birlik       |
|    | Siria (bandiera)      | A     | Waffi Douaydari     |
|    | Grecia (bandiera)     | A     | Theo Georgiadis     |
|    | Germania (bandiera)   | A     | Jörg Kirsten        |
|    | Germania (bandiera)   | A     | Sascha Koch         |
|    | Germania (bandiera)   | A     | Carsten Lakies      |

## Organigramma societario
Area tecnica
- Allenatore: Uwe Rapolder, Daniel Sager
- Allenatore in seconda: Eugen Hach
- Preparatore dei portieri:
- Preparatori atletici:
- Analisi video:

## Calciomercato

### Sessione estiva
| Acquisti | Acquisti         | Acquisti          | Acquisti |
| R.       | Nome             | da                | Modalità |
| -------- | ---------------- | ----------------- | -------- |
| D        | Ronny Ernst      | Monaco 1860       |          |
| D        | Lamine Cissé     | Espérance Zarzis  |          |
| C        | Thomas Franck    | Kaiserslautern    |          |
| C        | Ivo Georgiev     | Spartak Varna     |          |
| D        | Thomas Herz      | Friburgo          |          |
| C        | Guido Hoffmann   | Omonia            |          |
| A        | Jörg Kirsten     | LR Ahlen          |          |
| D        | Márcio Borges    | Lucerna           |          |
| P        | Marius Todericiu | Weismain          |          |
| C        | Milenko Vukčević | Degerfors         |          |
| C        | Mallam Yahaya    | Kickers Stoccarda |          |

| Cessioni | Cessioni          | Cessioni             | Cessioni |
| R.       | Nome              | a                    | Modalità |
| -------- | ----------------- | -------------------- | -------- |
| A        | Atilla Birlik     | Beşiktaş             |          |
| D        | Çlirim Bashi      | Alemannia Aquisgrana |          |
| A        | Blaženko Bekavac  | Suhopolje            |          |
| C        | Dietmar Berchtold | PAOK                 |          |
| P        | Pascal Borel      | Werder Brema         |          |
| A        | Hakan Cengiz      | Kickers Emden        |          |
| P        | Kevin Knödler     | FV Lauda             |          |
| A        | Marijo Marić      | Reutlingen           |          |
| A        | Edwards Agbai Mba | Wuppertal            |          |
| A        | Piu               | Sciaffusa            |          |
| A        | Halim Stupac      | Jedinstvo Bihać      |          |
| D        | Samir Tabaković   | Basilea              |          |
| D        | Martin Thalmann   | Sciaffusa            |          |
| C        | Adnan Zildžović   | Korotan Prevalje     |          |

### Sessione invernale
| Acquisti | Acquisti       | Acquisti       | Acquisti |
| R.       | Nome           | da             | Modalità |
| -------- | -------------- | -------------- | -------- |
| A        | Carsten Lakies | Hertha Berlino |          |

| Cessioni | Cessioni           | Cessioni          | Cessioni |
| R.       | Nome               | a                 | Modalità |
| -------- | ------------------ | ----------------- | -------- |
| D        | Carlinhos Paulista | Figueirense       |          |
| D        | Dennis Mackert     | Hertha Berlino II |          |
| C        | Anđelko Urošević   | Weismain          |          |

## Risultati

### Regionalliga sud

#### Girone di andata
| Arbitro: | Lange |

|             |           |          |
| Kirsten 30’ | Marcatori | 72’ Dürr |

| Arbitro: | Trautmann |

|              |           |                                     |
| Gerhardt 51’ | Marcatori | 70’ Pasieka 75’ Kirsten 87’ Protzel |

| Arbitro: | Schmidt |

|            |           |                             |
| Peuker 57’ | Marcatori | 64’ Yahaya 73’, 88’ Kirsten |

| 22 agosto 1998, ore 15:00 CEST 4ª giornata | Waldhof Mannheim | 2 – 1 | Pfullendorf |  |

| 1º settembre 1998, ore 19:30 CEST 5ª giornata | Stoccarda II | 1 – 2 | Waldhof Mannheim |  |

| 4 settembre 1998, ore 19:30 CEST 6ª giornata | Waldhof Mannheim | 2 – 0 | Borussia Fulda |  |

| 12 settembre 1998, ore 14:30 CEST 7ª giornata | Monaco 1860 II | 1 – 0 | Waldhof Mannheim |  |

| 19 settembre 1998, ore 15:30 CEST 8ª giornata | Waldhof Mannheim | 2 – 0 | Karlsruhe II |  |

| 26 settembre 1998, ore 14:30 CEST 9ª giornata | FSV Francoforte | 0 – 1 | Waldhof Mannheim |  |

| 3 ottobre 1998, ore 15:30 CEST 10ª giornata | Waldhof Mannheim | 2 – 1 | Weismain |  |

| 10 ottobre 1998, ore 15:30 CEST 11ª giornata | VfR Mannheim | 3 – 0 | Waldhof Mannheim |  |

| 17 ottobre 1998, ore 15:30 CEST 12ª giornata | Waldhof Mannheim | 4 – 0 | Neukirchen |  |

| 25 ottobre 1998, ore 15:00 CEST 13ª giornata | Ditzingen | 1 – 1 | Waldhof Mannheim |  |

| 31 ottobre 1998, ore 14:30 CET 14ª giornata | Waldhof Mannheim | 1 – 2 | Kickers Offenbach |  |

| 8 novembre 1998, ore 15:00 CET 15ª giornata | Bayern Monaco II | 2 – 0 | Waldhof Mannheim |  |

| 13 novembre 1998, ore 19:30 CET 16ª giornata | Waldhof Mannheim | 1 – 1 | Reutlingen |  |

| 21 novembre 1998, ore 14:30 CET 17ª giornata | Wehen | 1 – 4 | Waldhof Mannheim |  |

#### Girone di ritorno
| 28 novembre 1998, ore 14:30 CET 18ª giornata | Wacker Burghausen | 0 – 1 | Waldhof Mannheim |  |

| 2 marzo 1999, ore 19:00 CET 19ª giornata | Waldhof Mannheim | 3 – 0 | Schweinfurt 05 |  |

| 27 febbraio 1999, ore 15:30 CET 20ª giornata | Waldhof Mannheim | 1 – 0 | Augusta |  |

| 6 marzo 1999, ore 15:00 CET 21ª giornata | Pfullendorf | 0 – 1 | Waldhof Mannheim |  |

| 12 marzo 1999, ore 19:30 CET 22ª giornata | Waldhof Mannheim | 1 – 2 | Stoccarda II |  |

| 19 marzo 1999, ore 20:00 CET 23ª giornata | Borussia Fulda | 0 – 2 | Waldhof Mannheim |  |

| 26 marzo 1999, ore 19:30 CET 24ª giornata | Waldhof Mannheim | 2 – 1 | Monaco 1860 II |  |

| 31 marzo 1999, ore 18:00 CEST 25ª giornata | Karlsruhe II | 0 – 2 | Waldhof Mannheim |  |

| 10 aprile 1999, ore 15:30 CEST 26ª giornata | Waldhof Mannheim | 6 – 0 | FSV Francoforte |  |

| 16 aprile 1999, ore 19:30 CEST 27ª giornata | Weismain | 1 – 1 | Waldhof Mannheim |  |

| 21 aprile 1999, ore 19:30 CEST 28ª giornata | Waldhof Mannheim | 0 – 0 | VfR Mannheim |  |

| 1º maggio 1999, ore 14:30 CEST 29ª giornata | Neukirchen | 1 – 1 | Waldhof Mannheim |  |

| Arbitro: | Maier |

|                        |           |             |
| Kobaciak 78’ Cissé 88’ | Marcatori | 69’ Mouktar |

| Offenbach am Main 13 maggio 1999, ore 16:30 CEST 31ª giornata | Kickers Offenbach | 0 – 0 referto | Waldhof Mannheim | Stadion am Bieberer Berg (20 000 spett.)\| Arbitro: \| Kemmling \| |
| Arbitro:                                                      | Kemmling          |               |                  |                                                                    |

| Arbitro: | Greipl |

|                               |           |  |
| Protzel 28’ (rig.) Birlik 56’ | Marcatori |  |

| Arbitro: | Sippel |

|  |           |          |
|  | Marcatori | 78’ Zhou |

| Arbitro: | Wagner |

|                         |           |                         |
| Zhou 45’ Katcharava 84’ | Marcatori | 61’ Lexa 66’ Bunzenthal |

### Coppa di Germania
| Arbitro: | Sippel |

|            |           |                                                               |
| Yahaya 65’ | Marcatori | 5’ Polster 18’, 57’ Pettersson 82’ Ketelaer 88’ (aut.) Yahaya |

## Statistiche

### Statistiche di squadra
| Competizione      | Punti | In casa | In casa | In casa | In casa | In casa | In casa | In trasferta | In trasferta | In trasferta | In trasferta | In trasferta | In trasferta | Totale | Totale | Totale | Totale | Totale | Totale | DR  |
| Competizione      | Punti | G       | V       | N       | P       | Gf      | Gs      | G            | V            | N            | P            | Gf           | Gs           | G      | V      | N      | P      | Gf     | Gs     | DR  |
| ----------------- | ----- | ------- | ------- | ------- | ------- | ------- | ------- | ------------ | ------------ | ------------ | ------------ | ------------ | ------------ | ------ | ------ | ------ | ------ | ------ | ------ | --- |
| Regionalliga sud  | 71    | 17      | 11      | 4       | 2       | 34      | 12      | 17           | 10           | 4            | 3            | 23           | 13           | 34     | 21     | 8      | 5      | 57     | 25     | +32 |
| Coppa di Germania | -     | 1       | 0       | 0       | 1       | 1       | 5       | 0            | 0            | 0            | 0            | 0            | 0            | 1      | 0      | 0      | 1      | 1      | 5      | -4  |
| Totale            | 71    | 18      | 11      | 4       | 3       | 35      | 17      | 17           | 10           | 4            | 3            | 23           | 13           | 35     | 21     | 8      | 6      | 58     | 30     | +28 |

### Andamento in campionato
| Giornata  | 1 | 2 | 3 | 4 | 5 | 6 | 7 | 8 | 9 | 10 | 11 | 12 | 13 | 14 | 15 | 16 | 17 | 18 | 19 | 20 | 21 | 22 | 23 | 24 | 25 | 26 | 27 | 28 | 29 | 30 | 31 | 32 | 33 | 34 |
| --------- | - | - | - | - | - | - | - | - | - | -- | -- | -- | -- | -- | -- | -- | -- | -- | -- | -- | -- | -- | -- | -- | -- | -- | -- | -- | -- | -- | -- | -- | -- | -- |
| Luogo     | C | T | T | C | T | C | T | C | T | C  | T  | C  | T  | C  | T  | C  | T  | T  | C  | C  | T  | C  | T  | C  | T  | C  | T  | C  | T  | C  | T  | C  | T  | C  |
| Risultato | N | V | V | V | V | V | P | V | V | V  | P  | V  | N  | P  | P  | N  | V  | V  | V  | V  | V  | P  | V  | V  | V  | V  | N  | N  | N  | V  | N  | V  | V  | N  |
| Posizione | 9 | 3 | 2 | 2 | 1 | 1 | 2 | 2 | 2 | 1  | 2  | 1  | 1  | 2  | 2  | 2  | 2  | 2  | 2  | 2  | 2  | 2  | 2  | 2  | 1  | 1  | 1  | 1  | 1  | 1  | 1  | 1  | 1  | 1  |

Legenda:

Luogo: C = Casa; T = Trasferta. Risultato: V = Vittoria; N = Pareggio; P = Sconfitta.

### Statistiche dei giocatori
| Giocatore     | Regionalliga sud | Regionalliga sud | Regionalliga sud | Regionalliga sud | Coppa di Germania | Coppa di Germania | Coppa di Germania | Coppa di Germania | Totale   | Totale | Totale      | Totale     |
| Giocatore     | Presenze         | Reti             | Ammonizioni      | Espulsioni       | Presenze          | Reti              | Ammonizioni       | Espulsioni        | Presenze | Reti   | Ammonizioni | Espulsioni |
| ------------- | ---------------- | ---------------- | ---------------- | ---------------- | ----------------- | ----------------- | ----------------- | ----------------- | -------- | ------ | ----------- | ---------- |
| V. Barbosa    | 6                | 0                | 2                | 0                | 1                 | 0                 | 0                 | 0                 | 7        | 0      | 2           | 0          |
| Z. Barišić    | 1                | 0                | 0                | 0                | 0                 | 0                 | 0                 | 0                 | 1        | 0      | 0           | 0          |
| A. Birlik     | 1                | 0                | 0                | 0                | 1                 | 0                 | 0                 | 0                 | 2        | 0      | 0           | 0          |
| A. Birlik     | 7                | 1                | 2                | 0                | 0                 | 0                 | 0                 | 0                 | 7        | 1      | 2           | 0          |
| M. Borges     | 7                | 0                | 3                | 1                | 1                 | 0                 | 1                 | 0                 | 8        | 0      | 4           | 1          |
| M. Cacic      | 1                | 0                | 0                | 0                | 0                 | 0                 | 0                 | 0                 | 1        | 0      | 0           | 0          |
| L. Cissé      | 5                | 1                | 1                | 0                | 0                 | 0                 | 0                 | 0                 | 5        | 1      | 1           | 0          |
| W. Douaydari  | 0                | 0                | 0                | 0                | 1                 | 0                 | 0                 | 0                 | 1        | 0      | 0           | 0          |
| R. Ernst      | 3                | 0                | 0                | 0                | 0                 | 0                 | 0                 | 0                 | 3        | 0      | 0           | 0          |
| T. Franck     | 0                | 0                | 0                | 0                | 0                 | 0                 | 0                 | 0                 | 0        | 0      | 0           | 0          |
| T. Georgiadis | 0                | 0                | 0                | 0                | 1                 | 0                 | 0                 | 0                 | 1        | 0      | 0           | 0          |
| I. Georgiev   | 1                | 0                | 0                | 0                | 0                 | 0                 | 0                 | 0                 | 1        | 0      | 0           | 0          |
| T. Herz       | 1                | 0                | 0                | 0                | 1                 | 0                 | 0                 | 0                 | 2        | 0      | 0           | 0          |
| G. Hoffmann   | 1                | 0                | 0                | 0                | 0                 | 0                 | 0                 | 0                 | 1        | 0      | 0           | 0          |
| K. Katcharava | 1                | 1                | 0                | 0                | 0                 | 0                 | 0                 | 0                 | 1        | 1      | 0           | 0          |
| J. Kirsten    | 5                | 4                | 0                | 0                | 0                 | 0                 | 0                 | 0                 | 5        | 4      | 0           | 0          |
| C. Kobaciak   | 5                | 1                | 1                | 0                | 0                 | 0                 | 0                 | 0                 | 5        | 1      | 1           | 0          |
| S. Koch       | 0                | 0                | 0                | 0                | 0                 | 0                 | 0                 | 0                 | 0        | 0      | 0           | 0          |
| C. Lakies     | 3                | 0                | 0                | 0                | 0                 | 0                 | 0                 | 0                 | 3        | 0      | 0           | 0          |
| D. Mackert    | 3                | 0                | 0                | 0                | 0                 | 0                 | 0                 | 0                 | 3        | 0      | 0           | 0          |
| D. Pasieka    | 8                | 1                | 3                | 0                | 1                 | 0                 | 0                 | 0                 | 9        | 1      | 3           | 0          |
| W. Protzel    | 8                | 2                | 0                | 0                | 1                 | 0                 | 0                 | 0                 | 9        | 2      | 0           | 0          |
| R. Ratkowski  | 8                | 0                | 3                | 0                | 1                 | 0                 | 0                 | 0                 | 9        | 0      | 3           | 0          |
| M. Rechner    | 0                | 0                | 0                | 0                | 0                 | 0                 | 0                 | 0                 | 0        | 0      | 0           | 0          |
| R. Rehm       | 4                | 0                | 1                | 0                | 1                 | 0                 | 1                 | 0                 | 5        | 0      | 2           | 0          |
| S. Straub     | 3                | 0                | 0                | 0                | 1                 | 0                 | 0                 | 0                 | 4        | 0      | 0           | 0          |
| M. Todericiu  | 5                | 0                | 0                | 0                | 0                 | 0                 | 0                 | 0                 | 5        | 0      | 0           | 0          |
| M. Unfricht   | 3                | 0                | 0                | 0                | 0                 | 0                 | 0                 | 0                 | 3        | 0      | 0           | 0          |
| A. Urošević   | 3                | 0                | 0                | 0                | 1                 | 0                 | 0                 | 0                 | 4        | 0      | 0           | 0          |
| M. Vukčević   | 6                | 0                | 0                | 0                | 1                 | 0                 | 0                 | 0                 | 7        | 0      | 0           | 0          |
| M. Yahaya     | 4                | 1                | 1                | 1                | 1                 | 1                 | 0                 | 0                 | 5        | 2      | 1           | 1          |
| N. Zhou       | 5                | 2                | 2                | 0                | 0                 | 0                 | 0                 | 0                 | 5        | 2      | 2           | 0          |